# Škrda
La Isla Škrda (en croata: Otok Škrda) es el nombre que recibe una isla deshabitada en la parte croata del mar Adriático.
Su superficie es de aproximadamente 2,05 kilómetros cuadrados. La longitud de su costa es unos 7,177 kilómetros. El punto más alto en la isla alcanza los 53 metros sobre el nivel del mar.